# Castell de Sen
El castell de Sen o castell de la Peña de San Miguel és un castell situat al Salto de Roldán, a la localitat de Santa Eulalia de la Peña, al municipi de Nueno.

## Història
Existeixen notícies de l'enclavament de Sen per part d'autors musulmans com Ar-Razí, Ibn Hayyan i Al-Udhrí ja als segles x i xi com una hisn enfront de fortaleses cristianes del nord com Bentué, Lúsera, Nocito i Used.
Va ser conquerit temporalment per Sanç II de Pamplona entre el 940-941 encara que va ser reconquerit per Muhámmad ibn Háshim at-Tuyibi en 942. A finals del segle xi va ser conquerit definitivament pels cristians sense poder precisar-se una data concreta.

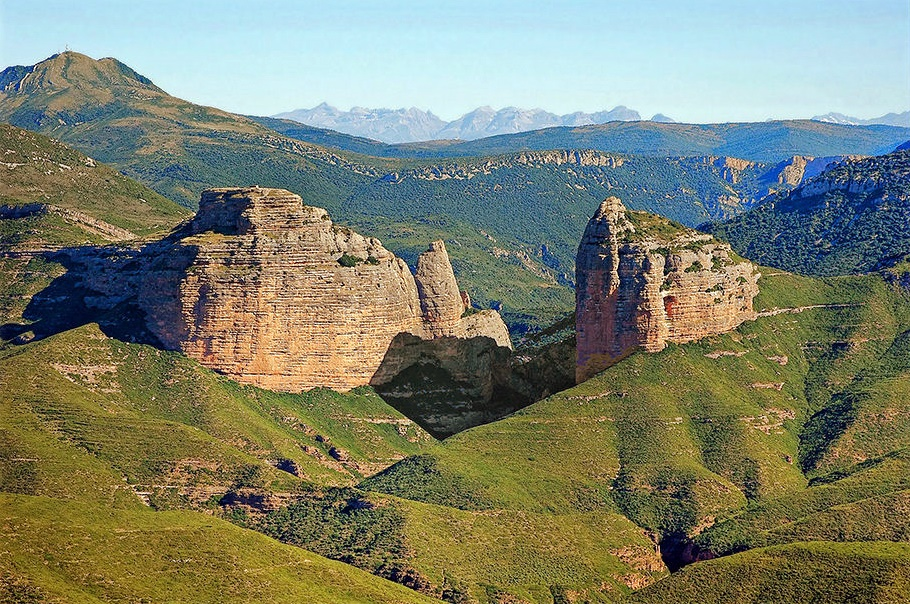
Sobre la penya de l'esquerra està situat el castell de Sen.